# Jarohněvice
Jarohněvice település Csehországban, Kroměříži járásban. Jarohněvice Rataje, Šelešovice és Kroměříž településekkel határos. Lakosainak száma 317 fő (2024. január 1.).

## Népesség
A település lakosságának változását az alábbi diagram mutatja:
| Lakosok száma | 380  | 418  | 422  | 294  | 225  | 231  | 304  | 307  | 309  | 317  |
|               | 1869 | 1890 | 1921 | 1950 | 1980 | 2001 | 2017 | 2019 | 2022 | 2024 |